# Laàs
Laàs ist eine französische Gemeinde mit 138 Einwohnern (Stand 1. Januar 2022) im Département Pyrénées-Atlantiques in der Region Nouvelle-Aquitaine. Sie gehört zum Arrondissement Oloron-Sainte-Marie und zum Gemeindeverband Béarn des Gaves.

## Geografie
Die Gemeinde Laàs liegt in der historischen Provinz Béarn, 17 Kilometer südlich von Orthez und etwa 40 Kilometer westlich von Pau im Vorland der Pyrenäen. Die südliche Gemeindegrenze wird durch den Fluss Gave d’Oloron gebildet. Laàs grenzt an Orriule im Norden, Narp im Osten, Montfort im Süden, Barraute-Camu im Südwesten sowie Andrein im Westen.

## Geschichte
Der Ortsname Laàs wurde im Jahr 1205 erstmals erwähnt. Es gab die verschiedenen Schreibweisen Laas und Las (1384) und wieder Laas (1538) sowie Làas (1863).
Der Archivar und Historiker Paul Raymond ermittelte für das Jahr 1385 in Laàs 20 Feuerstellen. Das Dorf gehörte zu dieser Zeit zur Bailliage von Navarrenx.

### Bevölkerungsentwicklung
| Jahr      | 1962 | 1968 | 1975 | 1982 | 1990 | 1999 | 2006 | 2014 | 2021 |
| Einwohner | 160  | 150  | 152  | 146  | 135  | 125  | 108  | 132  | 138  |

Im Jahr 1851 wurde mit 627 Bewohnern die bisher höchste Einwohnerzahl ermittelt. Die Zahlen basieren auf den Daten von cassini.ehess und INSEE.

## Sehenswürdigkeiten
- Kirche St. Bartholomäus (Église Saint-Barthélemy) aus dem 19. Jahrhundert
- Schloss (Château de Laàs) aus dem 17. Jahrhundert mit Schlossgarten und einem Museum, das Kunstgegenstände aus Aquitanien zeigt (Wandteppiche, Gemälde von Fragonard, Porzellan, Keramik und Möbel)

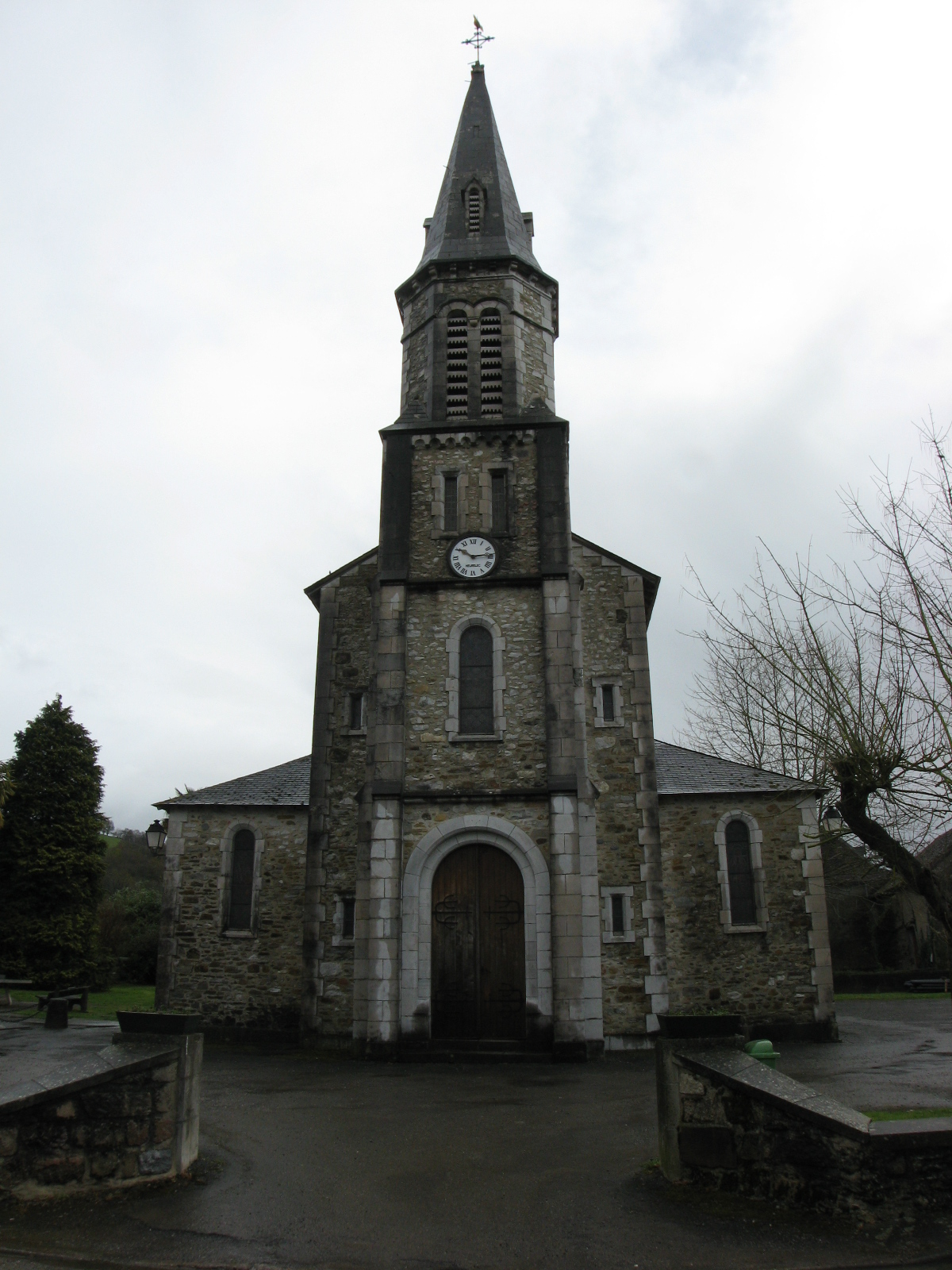
Kirche Saint-Barthélemy
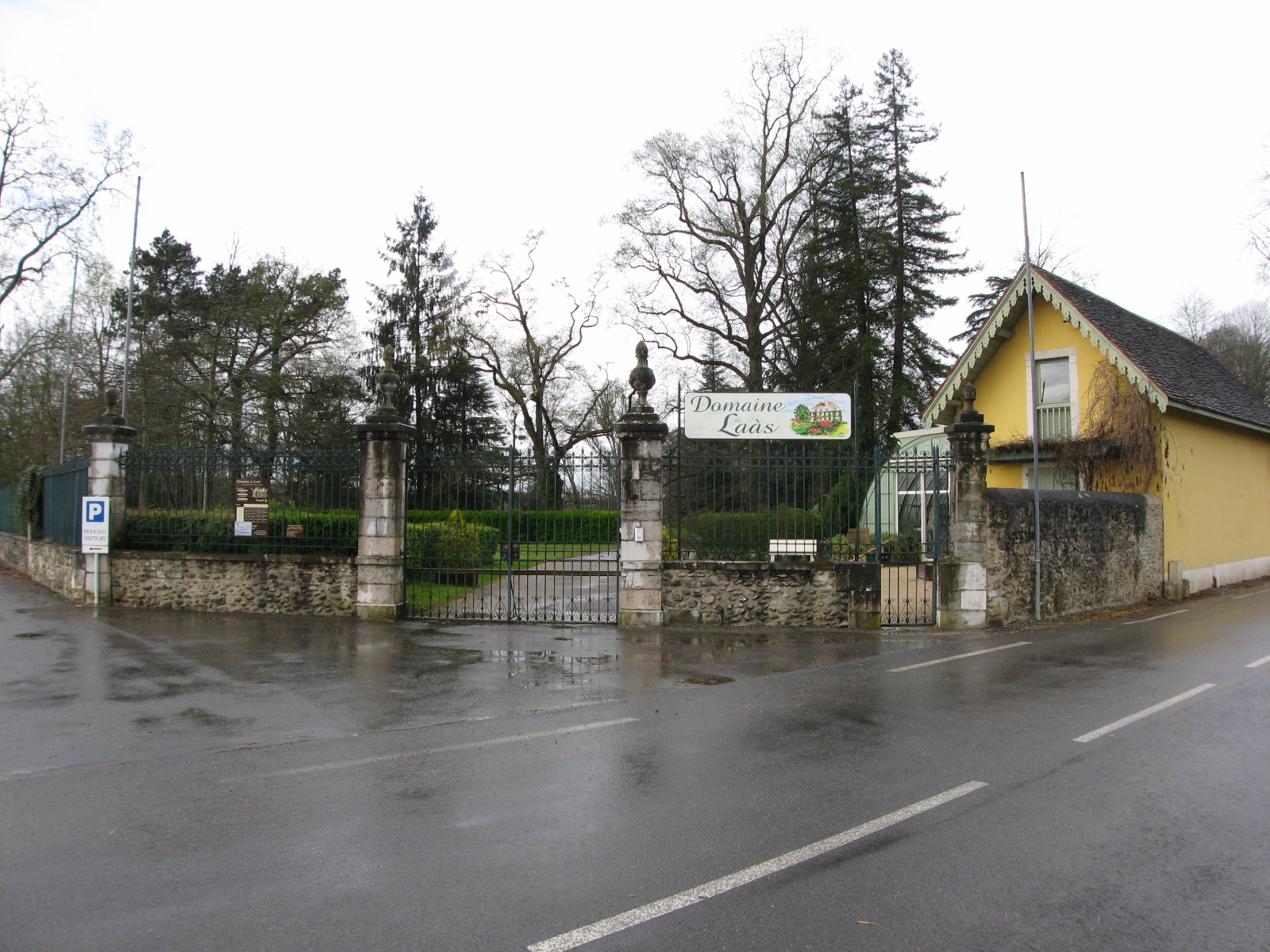
Eingang zum Schlosspark
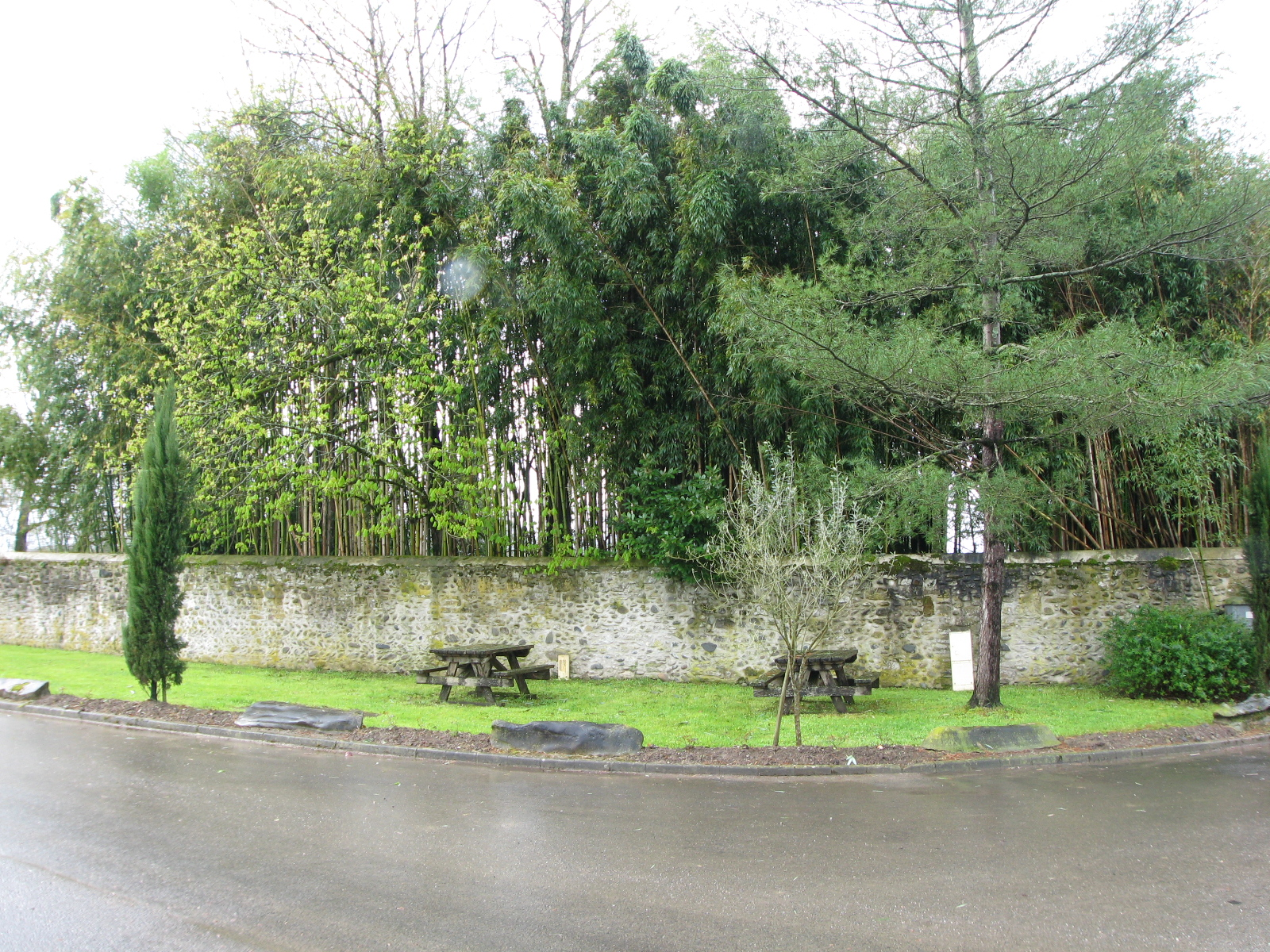
Schlosspark
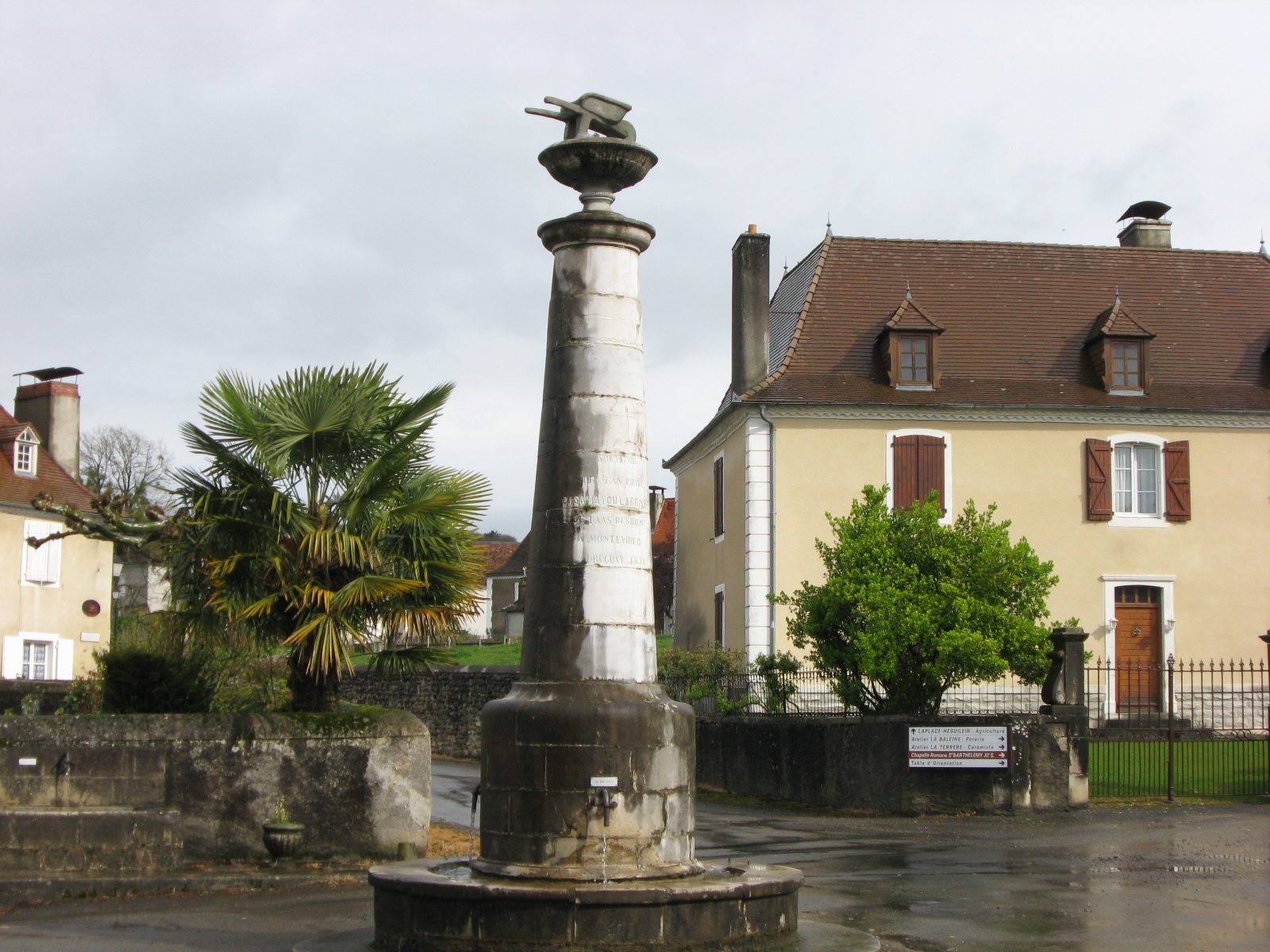
Gefallenendenkmal am Rathaus

## Wirtschaft und Infrastruktur
In der Gemeinde sind 22 Landwirtschaftsbetriebe ansässig (Getreideanbau, Pferde- und Rinderzucht).
Durch Laàs führt die Straße D 27 von Sauveterre-de-Béarn nach Navarrenx. 17 Kilometer nördlich besteht bei Orthez ein Anschluss an die Autoroute A 64.

## Belege
1. ↑  Paul Raymond: Dictionnaire Topographique du Département des Basses-Pyrénées. Imprimerie Impériale, Paris 1863, (Digitalisat).
2. ↑  Laàs auf cassini.ehess
3. ↑  Laàs auf INSEE
4. ↑  Landwirtschaftsbetriebe auf annuaire-mairie.fr (französisch)